# 9. december
9. december er dag 343 i året i den gregorianske kalender (dag 344 i skudår). Der er 22 dage tilbage af året.
Dagens navn er Rudolph

### Begivenheder
Født - Dødsfald
- 1849 - Første valg til landstinget afholdes.
- 1903 - Den norske regering afslår forslag om stemmeret til kvinder.
- 1905 - I Frankrig udstedes dekret om adskillelse af stat og kirke.
- 1939 - Russiske fly bomber Helsinki.
- 1960 - Engelske ITV udsender første afsnit af serien Coronation Street.
- 1968 - Douglas Engelbart præsenterer første gang en computermus.
- 1985 - Pixar Animation Studios grundlægges.
- 1990 - Lech Wałęsa vinder jordskredssejr i Polen i præsidentvalget.
- 1991 - EF-topmøde om den fremtidige union indledes i Maastricht i Holland.
- 1992 - FN rykker ind i Somalia, der længe har været præget af borgerkrig, og som grundet tørke også plages af hungersnød. Efter pres fra USA godkender FN's sikkerhedsråd, at der skal sendes en "fredsbevarende" styrke på 28.000 mand til Somalia.
- 2003 – Ved Terrorangrebet ved National Hotel bragte to tjetjenske kvindelige selvmordsterrorister sig selv til sprængning uden for et hotel få hundred meter fra Kreml og Dumaen. 6 blev dræbt og 44 sårede.

### Født
- 384 - Honorius, romersk kejser (død 423).
- 1508 - Gemma Frisius, nederlandsk kartograf (død 1555)
- 1594 - Gustav 2. Adolf, svensk konge (død 1632).
- 1608 - John Milton, engelsk digter (død 1674).
- 1717 - Johann Joachim Winckelmann, tysk kunsthistoriker og arkæolog (død 1768).
- 1842 - Peter Kropotkin, russisk anarkist (død 1921).
- 1853 - Laurits Tuxen, dansk maler og billedehugger (død 1927).
- 1873 - Jens Warming, dansk økonom og professor (død 1939).
- 1902 - Harald H. Lund, dansk forfatter (død 1982).
- 1906 - Grace Hopper, Amerikansk Computer Pionér. Opfandt verdens første compiler A-0, og COBOL (død 1992).
- 1914 - Frances Reid, Ameriknaks skuespillerinde (død 2010).
- 1915 - Elisabeth Schwartzkopf, tysk-østrigsk operasanger (død 2006).
- 1916 - Kirk Douglas, amerikansk skuespiller (død 2020).
- 1920 - Carlo Azeglio Ciampi, italiensk præsident (død 2016).
- 1921 - Ingeborg Brams, dansk skuespiller (død 1989).
- 1921   - Poul Trier Pedersen, dansk journalist, forfatter og instruktør (død 2012).
- 1929 - John Cassavetes, amerikansk skuespiller og instruktør (død 1989).
- 1929   - Bob Hawke, australsk politiker (død 2019).
- 1934 - Morten Grunwald, dansk skuespiller, instruktør, filmkonsulent og teaterdirektør (død 2018).
- 1934   - Judi Dench, engelsk skuespillerinde.
- 1936 - Jørn Fabricius, dansk arkitekt, forfatter og tv-producer (død 2023).
- 1941 - Dea Trier Mørch, forfatter (død 2001).
- 1944 - Jens Christian Gøtrik, dansk læge og medicinaldirektør.
- 1944 - Neil Innes, britisk komiker og musiker (død 2019).
- 1945 - Andrew Birkin, britisk forfatter, skuespiller, instruktør og producer.
- 1946 - Sonia Gandhi, italiensk-født, indisk politiker.
- 1947 - Tom Daschle, amerikansk politiker.
- 1949 - Tom Kite, amerikansk golfspiller.
- 1950 - Joan Armatrading, engelsk sanger og sangskriver.
- 1953 - Bjarne Laustsen, dansk folketingsmedlem.
- 1953   - Niels Vørsel, dansk forfatter.
- 1953   - John Malkovich, amerikansk skuespiller.
- 1954 - Jean-Claude Juncker, luxembourgsk premierminister.
- 1955 - Jørgen Arbo-Bæhr, dansk folketingsmedlem.
- 1956 - Jean-Pierre Thiollet, fransk forfatter.
- 1957 - Donny Osmond, amerikansk sanger og skuespiller.
- 1962 - Felicity Huffman, amerikansk skuespillerinde.
- 1964 - Paul Landers, tysk guitarist.
- 1968 - Kurt Angle, amerikansk wrestler.
- 1969 - Bixente Lizarazu, fransk fodboldspiller.
- 1970 - Per Ørum Jørgensen, dansk folketingsmedlem.
- 1972 - Tré Cool, amerikansk trommeslager.
- 1972   - Fabrice Santoro, fransk tennisspiller.
- 1977 - Shayne Graham, amerikansk footballspiller.
- 1980 - Ryder Hesjedal, canadisk cykelrytter.
- 1981 - Mardy Fish, amerikansk tennisspiller.
- 1990 - Lafee, tysk sanger.
- 1993 - Mark McMorris, canadisk snowboarder.

### Dødsfald
- 1437 - Sigismund af Luxemburg, tysk-romerske kejser (født 1368).
- 1641 - Anton van Dyck, flamsk maler  (født 1599).
- 1669 - Pave Clemens 9., pave (født 1600).
- 1932 - Olaf Hansen, dansk digter, forfatter og dramatiker (født 1870).
- 1936 - Arvid Lindman, svensk politiker (født 1862).
- 1937 - Gustaf Dalén, svensk fysiker (født 1869).
- 1947 - Thøger Thøgersen, dansk politiker og partiformand (født 1885).
- 1959 - John Olsen, dansk filmproducent (født 1888).
- 1968 - Christen Lyngbo, dansk maler (født 1871).
- 1969 - Fanny Jensen, dansk politiker, forbundsformand og minister (født 1880).
- 2006 - Verner Gaard, dansk håndboldspiller (født 1945) - død af cancer.
- 2007 - Thore Skogman, svensk entertainer (født 1931).

|  | Denne datoartikel kan blive bedre, hvis der indsættes et (bedre) billede Du kan hjælpe ved at afsøge Wikimedia Commons for et passende billede eller uploade et godt billede til Wikimedia Commons iht. de tilladte licenser og indsætte det i artiklen. |